# Rincón de Tres Cerros

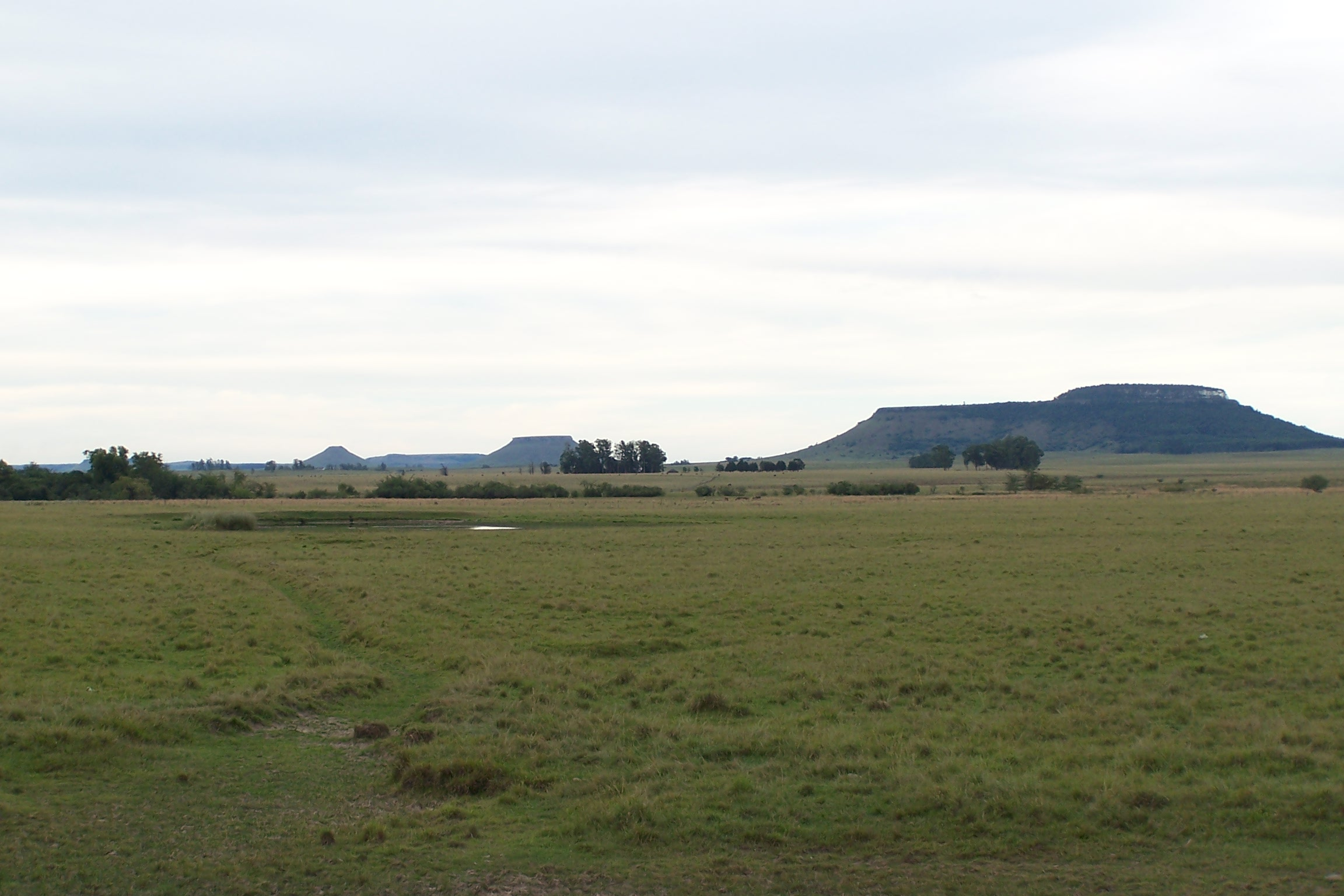
Rincón de Tres Cerros.

Rincón de Tres Cerros es una zona en el norte de Uruguay entre el río Tacuarembó y el arroyo Cuñapirú, en el departamento de Rivera. El área debe su nombre a los tres cerros en forma de mesa los cuales dominan el horizonte, alineados de Sur a Norte en tamaño decreciente. Al mayor de ellos se le conoce localmente por "Cerro Alpargata" debido a su forma vista desde arriba, aunque en los mapas aparece como "Cerro de los Chivos" o "Cerro de Gerónimo". El mediano se llama "Cerro del Medio" y el más pequeño es el "Cerro Cuñapirú". Cerca de este último, al otro lado de la ruta 29 (que conecta la ruta 5 a la altura de Manuel Días con Minas de Corrales) se encuentra otro cerro de misma altura, llamado "Cerro Miriñaque". Se llama así por su forma que recuerda al Miriñaque, un tipo de faldas de mediados a fin del siglo XIX y principio del siglo XX. Están cubiertos de pastizales, y algunos árboles nativos alrededor de las cimas. En las cimas de algunos cerros de Rivera se han descubierto plantas únicas en el Uruguay . El Cerro de los Chivos tiene eucaliptos plantados a lo largo de su falda nordeste y este por UTE para suministro de columnas. El acceso a esta área se ve dificultada debido a las esporádicas crecientes que cortan los puentes de acceso, Paso Rogelio en el río Tacuarembó, Paso Cunha en el arroyo Cuñapirú, y Paso de El Sauce, en la cañada del mismo nombre. En los últimos años se ha visto una frecuencia mucho menor de inundaciones debido a la extensa actividad de forestación en la cuenca sobre todo del río Tacuarembó. El rincón tiene presencia abundante de montes en las riberas y bañados de los dos ríos que lo delimitan.
El Rincón cuenta actualmente con solamente una escuela pública, la 87, que se encuentra en la ladera del Cerro Alpargata. Antiguamente existían 3, uno de ellos en el Paso Cunha, que cerró al comienzo de los años '90.